# پایه سنگی با کتیبه کوفی
پایه سنگی با کتیبه کوفی مربوط به سدهٔ ۴ و ۵ ه.ق است و در داخل خرم‌آباد واقع شده و این اثر در تاریخ ۱۱ بهمن ۱۳۳۴ با شمارهٔ ثبت ۳۹۸ به‌عنوان یکی از آثار ملی ایران به ثبت رسیده است.